# Tortella vernicosa
Tortella vernicosa là một loài Rêu trong họ Pottiaceae. Loài này được (Renauld & Cardot) Broth. miêu tả khoa học đầu tiên năm 1902.